# Kocia Górka (Gorce)
Kocia Górka (606 m), 602 m – pokryte polami wzgórze wznoszące się nad miejscowością Mszana Górna w województwie małopolskim, w powiecie limanowskim, w gminie Mszana Dolna. Znajduje się w grzbiecie oddzielającym dolinę Mszanki od doliny Porębianki i jej dopływu Koniny. Kocia Górka jest najbardziej zachodnim wzgórzem tego grzbietu. Prócz niej w grzbiecie tym wyróżnia się wzniesienia: Góra Spyrkowa (711 m), Witów (723 m), Kobylica (648 m), Pieronka (738 m) i Markowy Groń (638 m). Ponieważ rzeka Mszanka oddziela Beskid Wyspowy od Gorców, więc Kocia Górka znajduje się już w obrębie Gorców.
Dawniej cała Kocia Górka, podobnie, jak i inne wzgórza i stoki gór w całych okolicach, pokryta była polami ornymi i łąkami. Po 1980 wskutek nieopłacalności ekonomicznej coraz bardziej zaprzestawano użytkowania tych pól i obecnie już tylko niektóre poletka (głównie te niżej położone) są zaorywane lub koszone. Większość wzniesienia pokrywają niekoszone trawy. O tym, że były tutaj pola orne świadczą już tylko miedze i zagony.
Dzięki temu, że wzgórze jest bezleśne, jest dobrym punktem widokowym, szczególnie na Mszanę Dolną i pobliskie wzniesienia Beskidu Wyspowego. Nie poprowadzono na niego żadnego znakowanego szlaku turystycznego, jednak można na Kocią Górkę wyjść droga polną z Mszany Górnej.